# 부구리바현

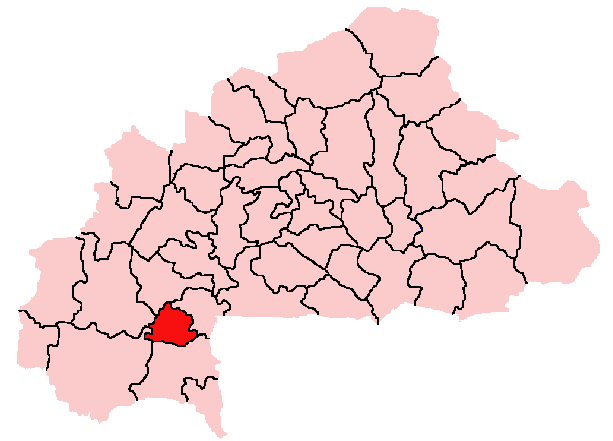
부구리바현의 위치

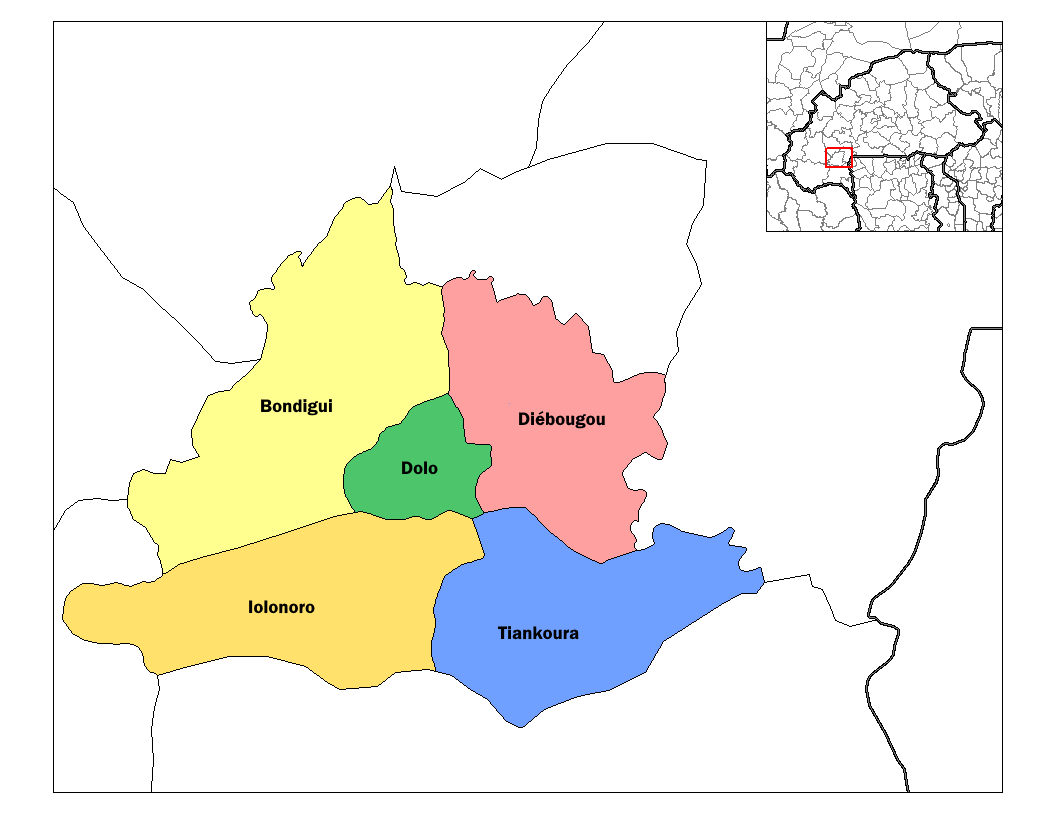
부구리바현의 행정 구역

부구리바현(프랑스어: Bougouriba)은 부르키나파소 남서부주에 있는 현으로, 현도는 디에부구이며 면적은 2,812km2, 인구는 102,507명(2006년 기준)이다. 5개 군(봉디기군, 디에부구군, 돌로군, 이올로니오로군, 티앙쿠라군)을 관할한다.